# Juan Carlos Carrera
Juan Carlos Carrera fue un jugador argentino retirado que jugaba en la posición de Delantero. Jugó para Temperley, Racing, Newell's Old Boys, Banfield, Atlanta, Oro, Atlas y Juventud Asturiana.
Entre 1945 y 1946 formó parte del plantel de Racing, equipo con el que debuta en primera división ya que antes había jugado con Temperley en divisiones inferiores. En Racing hizo 28 goles en 18 partidos, después pasó por Newell's Old Boys en 1947, a Banfield en 1948, para después llegar a Atlanta donde jugó de 1949 a 1951.
Después de su experiencia en Atlanta emigra a México, enrolándose con el Oro de Jalisco, club donde permaneció de 1952 a 1955, consiguiendo el título de goleo en la temporada 1953-54. En 1955 fue contratado por Atlas pero únicamente disputó una temporada con el club rojinegro, en 1956 regresa al Oro de donde se va en 1958.
Después de México Carrera tuvo un pase por Cuba, donde se integró al equipo de la Juventud Asturiana, que era un conjunto de la colectividad española que residía en Cuba.

## Equipos
- Club Atlético Temperley
- Racing Club
- Newell's Old Boys
- Club Atlético Banfield
- Club Atlético Atlanta
- Club Deportivo Oro
- Club de Fútbol Atlas
- Juventud Asturiana